# 印尼長尾鬚鯊
印尼長尾鬚鯊（學名：Hemiscyllium freycineti），是天竺鯊科中的一種鬚鯊。這種鬚鯊在印尼西巴布亞省拉賈安帕特群島周圍的淺海中發現，以前認為此鬚鯊其數量及分布是更為廣泛。此鬚鯊容易和麥氏長尾鬚鯊混淆，是2010年在東巴布亞紐幾內亞新發現的物種。與該物種相比，印尼長尾鬚鯊的斑點較小，有稍長的圓形或（而麥氏長尾鬚鯊比較大，邊處像豹）和趨於規則的較暗間隔處，形成8-9對垂直的身體和尾巴。此外，比起印尼長尾鬚鯊，麥氏長尾鬚鯊更清楚看到胸鰭後面有個大黑點。有些鯊魚圖鑑會把印尼長尾鬚鯊及麥氏長尾鬚鯊相互搞混，將麥氏長尾鬚鯊的插畫和照片標記成印尼長尾鬚鯊。
印尼長尾鬚鯊能長到46（18英寸）。是夜行性，早上會躲在珊瑚礁裂隙裡。